# Hebecnema infuscata
Hebecnema infuscata är en tvåvingeart som först beskrevs av Jacques-Marie-Frangile Bigot 1885.  Hebecnema infuscata ingår i släktet Hebecnema och familjen husflugor. Inga underarter finns listade i Catalogue of Life.